# Campeonato Africano de Atletismo de 2018 - Salto em distância feminino
A prova do salto em distância feminino do Campeonato Africano de Atletismo de 2018 foi disputada no dia 3 de agosto, no Estádio Stephen Keshi, em Asaba, na Nigéria. 

## Recordes
Antes desta competição, os recordes mundiais e do campeonato nesta prova eram os seguintes:
|                       | Nome               | Nacionalidade   | Distância | Local           | Data                |
| --------------------- | ------------------ | --------------- | --------- | --------------- | ------------------- |
| Recorde mundial       | Galina Chistyakova | União Soviética | 7m 52cm   | São Petersburgo | 11 de junho de 1988 |
| Recorde do campeonato | Blessing Okagbare  | Nigéria         | 6m 96cm   | Porto Novo      | 29 de junho de 2012 |
| Recorde africano      | Chioma Ajunwa      | Nigéria         | 7m 12cm   | Atlanta         | 2 de agosto de 1996 |

## Medalhistas
| Ouro            | Prata              | Bronze               |
| Ese Brume (NGR) | Marthe Koala (BUR) | Lynique Beneke (RSA) |

## Cronograma
Todos os horários são locais (UTC+1). 
| Data        | Hora  | Evento |
| ----------- | ----- | ------ |
| 3 de agosto | 18:10 | Final  |

## Resultado final
| Posição           | Atleta              | Nacionalidade                  | #1    | #2    | #3    | #4    | #5   | #6   | Resultado | Notas |
| ----------------- | ------------------- | ------------------------------ | ----- | ----- | ----- | ----- | ---- | ---- | --------- | ----- |
| Medalha de ouro   | Ese Brume           | Nigéria                        | 6.50  | 6.74  | 6.46  | 6.83  | –    | 6.80 | 6.83      |       |
| Medalha de prata  | Marthe Koala        | Burquina Fasso                 | 6.22  | 6.23  | x     | 6.54w | x    | 6.18 | 6.54w     |       |
| Medalha de bronze | Lynique Beneke      | África do Sul                  | 6.32  | x     | 6.38  | x     | x    | x    | 6.38      |       |
| 4                 | Zinzi Chabangu      | África do Sul                  | x     | 6.14  | x     | x     | x    | 3.31 | 6.14      |       |
| 5                 | Precious Okoronkwor | Nigéria                        | 6.09  | 5.94  | 6.04  | 6.00w | 5.94 | x    | 6.09      |       |
| 6                 | Sangone Kandji      | Senegal                        | 5.89w | 6.01  | 5.91  | 5.91  | 6.06 | 5.98 | 6.06      |       |
| 7                 | Priscillah Tabunda  | Quênia                         | 5.98  | 6.00w | 5.92  | x     | x    | x    | 6.00w     |       |
| 8                 | Eleonore Bailly     | Costa do Marfim                | 5.60  | 5.93  | x     | 5.80  | x    | 5.90 | 5.93      |       |
| 9                 | Esraa Owis          | Egito                          | 5.54  | 5.86  | x     |       |      |      | 5.86      |       |
| 10                | Aryat Dibow         | Etiópia                        | 5.36  | x     | 5.49  |       |      |      | 5.49      |       |
| 11                | Fatuma Lukundula    | República Democrática do Congo | 3.60  | 4.58  | 4.73w |       |      |      | 4.73w     |       |
| 12                | Lerato Sechele      | Lesoto                         |       |       |       |       |      |      | DNS       |       |

Legenda
| Recorde mundial       | Recorde mundial (World record)               |                       | Recorde africano                      | Recorde africano (African) |                                           | Q | Classificado por posição (Qualified) |
| Recorde do campeonato | Recorde do campeonato (Championship record)  | Recorde da América    | Recorde da América (Americas)         | q                          | Classificado por melhor tempo (Qualified) |   |                                      |
| Melhor marca do ano   | Melhor marca do ano (World leading)          | Recorde asiático      | Recorde asiático (Asian)              | DNS                        | Não largou (Did not start)                |   |                                      |
| Recorde nacional      | Recorde nacional (National record)           | Recorde europeu       | Recorde europeu (European)            | DNF                        | Não terminou (Did not finish)             |   |                                      |
| Recorde pessoal       | Recorde pessoal do atleta (Personal best)    | Recorde da Oceania    | Recorde da Oceania (Oceania)          | DSQ / DQ                   | Desclassificado (Disqualified)            |   |                                      |
| Recorde da temporada  | Recorde da temporada do atleta (Season best) | Recorde sul-americano | Recorde sul-americano (South America) | NM                         | Sem marca (No mark)                       |   |                                      |